# Lillträsket (Råneå socken, Norrbotten, 733131-178914)
Lillträsket är en sjö i Bodens kommun i Norrbotten och ingår i Råneälvens huvudavrinningsområde. Sjöns area är 0,054 kvadratkilometer och den befinner sig 19,2 meter över havet.